# 丁鸣陛
丁鳴陛（？—1630年），字仲玉，號念源，山东济南府滨州霑化縣人，明朝政治人物。

## 生平
万历四十年（1612年）壬子科山东乡试举人，四十一年（1613年）联捷癸丑科進士，四十三年授河南固始县知县，考最，天啓二年八月入为吏部稽勋司主事，转验封司，明年转考功司，皆各摄署其司印。是年复转文选司，十月丁外艰。崇祯三年（1630年）再起稽勋司员外郎，不踰月，留验封司郎中，甫拜命入署，而公以疾卒于官。

## 家族
曾祖丁汝夔，兵部尚书；祖丁懋正，官生，哀父没母流，以孝死戍所；父丁继志，官怀柔训导，封吏部主事。
子丁之箕，博学能文章。